# Diphascon opisthoglyptum
Diphascon opisthoglyptum är en djurart som tillhör fylumet trögkrypare, och som beskrevs av Walter Maucci 1987. Diphascon opisthoglyptum ingår i släktet Diphascon och familjen Hypsibiidae. Inga underarter finns listade i Catalogue of Life.